# Onthophagus maniti
Onthophagus maniti là một loài bọ cánh cứng trong họ Bọ hung (Scarabaeidae).